# Massförstörelsevapen

Massförstörelsevapnens logos från vänster, Kärnvapen, Biologiska vapen och Kemiska vapen.

Massförstörelsevapen är en något diffus term som benämner exceptionellt destruktiva stridsmedel. Vanligen avses kärnvapen, biologiska vapen och kemiska vapen, så kallade ABC-stridsmedel (Atom, Biologisk, Kemisk), eller med en samtida terminologi CBRN. I engelsk litteratur användes förkortningen NBC (Nuclear, Biological, Chemical) framför ABC ända tills de radiologiska vapen också fick en plats med i förkortningen för massförstörelsevapen. Nu förkortar man dessa stridsmedel med CBRN.
På engelska används ofta förkortningen WMD (Weapons of Mass Destruction), som blev allmänt känd i samband med spänningarna mellan Irak och framförallt USA och andra Nato-medlemmar, under 1990-talet, och det efterföljande Irakkriget.